# Сингапурский договор о законах по товарным знакам
Сингапурский договор о законах по товарным знакам (англ. Singapore Treaty on the Law of Trademarks) направлен на гармонизацию административных процедур регистрации товарных знаков. Сингапурский договор опирается на Договор о законах по товарным знакам, но шире по сфере применения, и в частности учитывает современные информационно-коммуникационные технологии.
Административные функции договора выполняет Всемирная организация интеллектуальной собственности.
По состоянию на 2022 год участниками являются 52 государства.